# امارت فجیره
فجیره (به عربی: الفجیرة)(به انگلیسی: Fujairah) یکی از امارت های و شیخ‌نشین‌های هفت‌گانهٔ امارات متحده عربی است.

## تاریخ
در سال 1952، امارت فجیره معاهداتی را با بریتانیا امضا کرد و عملا آخرین اماراتی بود که به معاهده ساحل آشتی پیوست. دولت بریتانیا که پس از بیش از پنجاه سال از به رسمیت شناختن این امارت خودداری کرده بود، در نهایت تنها به دلیل اینکه شرکت اکتشاف نفت Petroleum Concessions Limited (PCL) نیاز به امضای حق امتیاز با یک حاکم رسمی داشت آن را به رسمیت شناخت. در 2 دسامبر 1971، امارات فجیره به امارات متحده عربی پیوست.

## جغرافیا
شهر فجیره در قسمت شرقی شبه‌جزیرهٔ واقع شده‌است، از سمت مغرب رأس‌الخیمه و شارجه، و از سمت جنوب به کلباء محدود می‌گردد، و در ساحل دریای عمان قرار دارد به‌طول ۷۰ کیلومتر ابتداء از روستای اوصله تا نهایت دبا در شمال که نهایت حدود فجیره‌است در ساحل دریای عمان… فجیره یکی از مناطق مهم و تاریخی و باستانی امارات متحدهٔ عربی در این امارت واقع است، روستای مورد نظر «بدیه» به عربی «البدیة» نام دارد، در این روستا مسجدی با شکل بسیار عجیب وجود دارد، باستان‌شناسان تاریخ بنای این مسجد به ۵۰۰ سال پیش پیش‌بینی کرده‌اند، این مسجد تاریخی به نام «مسجد بدیه» معروف است. قلعهٔ اوحله یکی از آثار مهم تاریخی این شهر است. فجیره پیش از به وجود آمدن کشور امارات تحت کنترل حکام بشاگرد (خورشید بن حسین ) بوده‌است.
فجیره بندری مهم نیز دارد. در سال ۲۰۱۰ میلادی، بیش از ۱۲ هزار کشتی عبوری از تنگهٔ هرمز، برای سوخت‌گیری به بندر فجیره، که ۴۰ مایل با مسیر تردد کشتی‌ها فاصله دارد، گسیل می‌شدند.

## نام
«فجیره» یعنی «تَفَجُر الیَنابیع» به‌معنای جایی که چشمه‌ای آب جاری است، و چون در کوه‌های اطراف این منطقه چند چشمهٔ آب روان جاری است منطقه فجیره نامگذاری کرده‌اند. حاکم امارت فجیره شیخ حمد بن محمد الشرقی و یکی از اعضاء هفت‌گانه مجلس ملی اتحادی هستند.

## شهرها وروستاهای فجیره
- دبا الفجیره.
- مربح.
- السیجی.
- قدفع.
- البدیة
- طویین
- الطیبة
- مسافی الفجیره.
- البثنة
- صفد
- العقة
- فرفار
- یبسا.[۱]

## وادی‌ها
- وادی حام.
- وادی مسافی.
- وادی الطویان.
- آبشار وریعه
- وادی زکت.
- وادی دلم.
- وادی سیجی.
- وادی حیل.
- بازار جمعه.[۱]

بازار جمعه فجیره

## آثار باستانی
- مسجد بدیه
- قلعه اوحله.
- قلعه بثنه.
- قلعه فجیره.[۱]

## فهرست منابع و مآخذ
- دکتر:عبدالله، مرسی، محمد  الامارات العربیة وجیرانها  دارالقلم: کویت، چاپ اول، انتشار سال ۱۹۸۱ میلادی. (به عربی).
- الشیخ، عارف،  اسماء من الخلیج،  چاپ اول، چاپخانه البیان، دبی: تاریخ انتشار ۱۹۸۲ میلادی.
- دکتر: زاهیه، وهبة،  (شُبه الجَزیرَة العَربیَة)  دارالنهضة العربیة للطباعة والنشر، چاپ و انتشار سال ۱۹۷۷ میلادی.
- ثیسجر، ویلفرد. ملقب به مبارک بن لندن، (الرمال العربیة) ، منشورات موتیف آیت للنشر چاپ وانتشار سال ۱۹۹۱ میلادی به (عربی).
- رحمة، عبدالرحمن، عبدالله، «(الإمارات فی ذاکرة أبنائها)»، جلد دوم. چاپ القراءة للجمیع للنشر والتوزیع، ابوظبی:، انتشار سال ۱۹۹۰ میلادی.